# Дом начальника заводов (Ижевск)
Дом нача́льника заво́дов (также «Генера́льский дом») располагается в Ижевске по адресу Милиционная улица, 4 и является памятником истории и архитектуры Удмуртской республики. С восточной стороны здание выходит на Летний сад им. М. Горького, называвшийся ранее «Генеральским садом».

## История
Здание для проживания семьи начальника Ижевского завода строилось в 1854—1857 годах по проекту И. Т. Коковихина на месте прежнего деревянного дома на высоком берегу пруда. Средства на постройку каменного дома выделил арендатор завода Г. И. Стандершельд. Комплекс сооружений представлял собой двухэтажный особняк с двумя флигелями, избой, баней, конюшнями, курятником и оранжереей. Поскольку с 28 октября 1808 года Ижевский завод был передан в ведение Военного министерства, все руководители предприятия носили генеральские чины. Это способствовало закреплению за зданием названия «Генеральский дом».
Фундамент здания был выполнен из «плитного камня» покрытого слоем бутового камня. Железные кровли дома и флигелей были выкрашены в серый цвет, а наружные каменные стены — в цвет охры с побелкой выступающих архитектурных деталей. Полы в большинстве помещений делались из сосновых досок, а на втором этаже в приёмной, кабинете, зале и гостиной — паркетные.
В 1887 году в Генеральском доме во время визита в Ижевск гостили Великие князья Михаил Николаевич и Сергей Михайлович Романовы со свитой.
С 25 октября 1895 года в здании была оборудована химическая лаборатория, в которой работала жена тогдашнего начальника завода Я. К. Попова В. Е. Попова, проводя эксперименты с дибензилкетоном. 25 апреля 1896 года она скончалась в Генеральском доме от взрыва реактивов и последовавшего отравления.
В конце XIX века со стороны Береговой улицы дом имел широкую веранду с деревянной балюстрадой, резными колоннами и панорамными окнами. Через веранду был проход в южный флигель, где был разбит зимний сад с экзотическими растениями.
В августе—ноябре 1918 года в здании располагался Штаб ижевского антибольшевистского восстания, а в подвалах устраивали камеры пыток. После подавления восстания в здании располагался Комитет членов Учредительного собрания и Чрезвычайная комиссия Ижевска.
В 1919 году в здании Генеральского дома располагался ижевский Ревком, с 1920 по 1925 год в здании действовал клуб коммунистов, проводились партийные собрания. В 1921 году в доме проживал революционер Артём.
10 апреля 1931 года в здании открылся Ижевский педагогический институт с единственным историко-литературным отделением. В этом же году в здании расположился НИИ истории, языка и литературы.
В годы Великой Отечественной войны в здании Генеральского дома располагались госпиталь (1941—1943 годы) и несколько классов школы № 22 (1943—1945 годы). В послевоенные годы в здании в разное время располагались гараж, сберкасса, мастерские художников, прокуратура.
С 1957 года в здании функционировал пункт скорой медицинской помощи.

## Современное состояние
С 2013 года в здании располагается Музей истории Ижевска.

## Галерея
- Памятная табличка на западном фасаде
- Памятная табличка на западном фасаде
- Вид с ул. Милиционной
- Чугунный балкон
- Интерьер второго этажа